# Five Finger Death Punch
Five Finger Death Punch (używane skróty: 5FDP, FFDP) – amerykańska grupa grająca heavy metal i hard rock. Powstała w 2005 roku z inicjatywy Zoltana Bathory’ego.

## Historia
Zespół powstał w 2005 roku w Las Vegas. Demo Zoltana Bathory’ego bardzo spodobało się perkusiście Jeremy’emu Spencerowi. Umówili się na spotkanie, a następnie zaczęli razem tworzyć. Mając kilka utworów postanowili rozejrzeć się za dodatkowymi muzykami. Dołączyło do nich trzech muzyków: basista Matt Snell, wokalista Ivan Moody oraz gitarzysta Darrell Roberts. Początkiem czerwca 2007 roku zespół podpisał kontrakt z wytwórnią Firm Music. Zanim jednak zespół wydał swój pierwszy pełnowymiarowy krążek, początkiem lipca pokazał się „Pre-Emptive Strike” na której znalazły się dwie wersje „The Bleeding” (oryginalna oraz akustyczna) i „The Devil Own”.
Pierwszy koncert 5FDP odbył się Los Angeles w 2006 roku. Pierwsza płyta 5FDP to „The Way of the Fist”, która zaczęła powstawać w 2006 roku. Ostatecznie płyta pojawiła się 31 lipca 2007 roku. Kawałek „The Bleeding” narobił sporo zamieszania w rozgłośniach radiowych. Płyta w oryginalnym wydaniu zawiera 10 utworów. W utworze „Ashes” wokalu udziela także basista 5FDP Matt Snell.
Drugą płytą zespołu jest „War Is The Answer” wydana 22 września 2009 roku. Płyta, która jest sukcesem, gdyż szacuje się, że w pierwszym tygodniu od premiery sprzedano około 44 tysięcy płyt. Oryginalnie płyta zawiera 13 utworów.
Nazwa zespołu pochodzi z filmu Quentina Tarantino „Kill Bill Vol.2" a dokładniej z techniki „Five-Point-Palm Exploding Heart”, której używa Beatrix Kiddo, by zabić swojego mentora, Billa.

## Dyskografia
Albumy
| 2007                           | Pre-Emptive Strike (EP) - Data: 10 lipca 2007 - Wydawca: The Firm                                                    | –  | –  | –  | –  | –   | –  | –  | –  | –  |                        |
| 2007                           | The Way of the Fist - Data: 31 lipca 2007 - Wydawca: The Firm, Spinefarm                                             | –  | 28 | –  | –  | 107 | –  | –  | –  | –  | - USA: złota płyta     |
| 2009                           | War Is The Answer - Data: 22 września 2009 - Wydawca: Prospect Park, Spinefarm                                       | –  | 14 | –  | –  | 7   | –  | –  | –  | 64 | - USA: platynowa płyta |
| 2011                           | American Capitalist - Data: 11 października 2011 - Wydawca: Prospect Park                                            | –  | 14 | 74 | 50 | 3   | –  | –  | –  | 57 | - USA: platynowa płyta |
| 2013                           | The Wrong Side of Heaven and the Righteous Side of Hell, Volume 1 - Data: 30 lipca 2013 - Wydawca: Prospect Park     | 5  | 7  | 4  | 13 | 2   | 26 | 14 | 34 | 21 | - USA: platynowa płyta |
| 2013                           | The Wrong Side of Heaven and the Righteous Side of Hell, Volume 2 - Data: 18 listopada 2013 - Wydawca: Prospect Park | 17 | –  | 13 | 29 | 2   | –  | 24 | 81 | 44 | - USA: złota płyta     |
| 2015                           | Got Your Six - Data: 4 września 2015 - Wydawca: Prospect Park                                                        | 5  | 3  | 5  | 3  | 2   | 14 | 5  | 5  | 6  | - USA: złota płyta     |
| 2018                           | And Justice for None - Data: 18 maja 2018 - Wydawca: Prospect Park                                                   | 1  | 2  | 1  | 4  | 4   | 12 | 4  | 1  | 7  | - USA: złota płyta     |
| 2020                           | F8 - Data: 28 lutego 2020 - Wydawca: Better Noise Music                                                              | 2  | 1  | 2  | 2  | 8   | 36 | 9  | 4  | 7  |                        |
| 2022                           | AfterLife - Data: 19 sierpnia 2022 - Wydawca: Better Noise Music                                                     | 3  | 1  | 3  | 6  | 10  | 38 | 12 | 1  | 19 |                        |
| „–” pozycja nie była notowana. | |    |    |    |    |     |    |    |    |    |                        |

Single
| 2007                           | „The Bleeding”                                                                  | –  |                        | The Way of the Fist                                               |
| 2008                           | „Never Enough”                                                                  | –  |                        | The Way of the Fist                                               |
| 2008                           | „Stranger than Fiction”                                                         | –  |                        | The Way of the Fist                                               |
| 2009                           | „Hard to See”                                                                   | –  |                        | War Is The Answer                                                 |
| 2009                           | „Walk Away”                                                                     | –  |                        | War Is The Answer                                                 |
| 2009                           | „Dying Breed”                                                                   | –  |                        | War Is The Answer                                                 |
| 2010                           | „No One Gets Left Behind”                                                       | –  |                        | War Is The Answer                                                 |
| 2010                           | „Bad Company”                                                                   | –  | - USA: platynowa płyta | War Is The Answer                                                 |
| 2010                           | „Far from Home”                                                                 | –  |                        | War Is The Answer                                                 |
| 2011                           | „Falling in Hate”                                                               | –  |                        | War Is The Answer                                                 |
| 2011                           | „Under and Over It”'                                                            | 77 |                        | American Capitalist                                               |
| 2011                           | „Back for More”                                                                 | –  |                        | American Capitalist                                               |
| 2011                           | „Remember Everything”                                                           | –  |                        | American Capitalist                                               |
| 2012                           | „The Tragic Truth”                                                              | –  |                        | American Capitalist                                               |
| 2012                           | „Coming Down”                                                                   | –  |                        | American Capitalist                                               |
| 2012                           | „The Pride”                                                                     | –  |                        | American Capitalist                                               |
| 2013                           | „Lift Me Up” (gościnnie: Rob Halford)                                           | –  |                        | The Wrong Side of Heaven and the Righteous Side of Hell, Volume 1 |
| 2013                           | „Battle Born”                                                                   | –  |                        | The Wrong Side of Heaven and the Righteous Side of Hell, Volume 2 |
| 2014                           | „House of the Rising Sun”                                                       | –  |                        | The Wrong Side of Heaven and the Righteous Side of Hell, Volume 2 |
| 2014                           | „Mama Said Knock You Out” (gościnnie: Tech N9ne)                                | –  |                        | The Wrong Side of Heaven and the Righteous Side of Hell, Volume 1 |
| 2014                           | „Wrong Side of Heaven”                                                          | –  |                        | The Wrong Side of Heaven and the Righteous Side of Hell, Volume 1 |
| 2015                           | „Jekyll and Hyde”                                                               | –  |                        | Got Your Six                                                      |
| 2015                           | „Wash It All Away”                                                              | –  |                        | Got Your Six                                                      |
| 2016                           | „My Nemesis”                                                                    | –  |                        | Got Your Six                                                      |
| 2016                           | „I Apologize”                                                                   | –  |                        | Got Your Six                                                      |
| 2017                           | „Trouble”                                                                       | –  |                        | A Decade of Destruction                                           |
| 2017                           | „Gone Away”                                                                     | –  |                        | A Decade of Destruction                                           |
| 2018                           | „Fake”                                                                          | –  |                        | And Justice for None                                              |
| 2018                           | „Sham Pain”                                                                     | –  |                        | And Justice for None                                              |
| 2018                           | „When the Seasons Change”                                                       | –  |                        | And Justice for None                                              |
| 2018                           | „Blue on Black” (solo, oraz Kenny Wayne Shepherd, Brantley Gilbert i Brian May) | 66 |                        | And Justice for None                                              |
| 2019                           | „Inside Out”                                                                    | –  |                        | F8                                                                |
| 2020                           |                                                                                 |    |                        | F8                                                                |
| „Full Circle”                  | –                                                                               |    |                        | F8                                                                |
| „Living the Dream”             | –                                                                               |    |                        | F8                                                                |
| „A Little Bit Off”             | –                                                                               |    |                        | F8                                                                |
| 2021                           | „Darkness Settles In”                                                           | –  |                        | F8                                                                |
| 2022                           |                                                                                 |    |                        |                                                                   |
| „AfterLife”                    | –                                                                               |    | AfterLife              |                                                                   |
| „IOU”                          | –                                                                               |    | AfterLife              |                                                                   |
| „Welcome to the Circus”        | –                                                                               |    | AfterLife              |                                                                   |
| „Times Like These”             | –                                                                               |    | AfterLife              |                                                                   |
| „–” pozycja nie była notowana. |                                                                                 |    |                        |                                                                   |

## Nagrody i wyróżnienia
| Rok  | Kategoria                         | Tytułem                                                          | Nagroda                                                                | Nota      | Źródło |
| ---- | --------------------------------- | ---------------------------------------------------------------- | ---------------------------------------------------------------------- | --------- | ------ |
| 2009 | Best New Band                     | Five Finger Death Punch                                          | Metal Hammer Golden Gods Awards                                        | Laur      | [ 11 ] |
| 2010 | Breakthrough Artist               | Five Finger Death Punch                                          | Metal Hammer Golden Gods Awards                                        | Laur      | [ 12 ] |
| 2010 | Dimebag Darrell Shredder Award    | Zoltan Bathory                                                   | Metal Hammer Golden Gods Awards                                        | Laur      | [ 12 ] |
| 2012 | Best International Band           | Five Finger Death Punch                                          | Metal Hammer Golden Gods Awards                                        | Nominacja | [ 13 ] |
| 2012 | Metal As Fuck Award               | Zoltan Bathory                                                   | Metal Hammer Golden Gods Awards                                        | Nominacja | [ 13 ] |
| 2013 | Best International Band           | Five Finger Death Punch                                          | Metal Hammer Golden Gods Awards                                        | Nominacja | [ 14 ] |
| 2014 | Best Live Band                    | Five Finger Death Punch                                          | Metal Hammer Golden Gods Awards                                        | Nominacja | [ 15 ] |
| 2014 | Song of the Year                  | "Lift Me Up"                                                     | Revolver Golden Gods Awards                                            | Laur      | [ 16 ] |
| 2014 | Album of the Year                 | The Wrong Side of Heaven and the Righteous Side of Hell Volume 1 | Revolver Golden Gods Awards                                            | Nominacja | [ 16 ] |
| 2014 | Best Vocalist                     | Ivan Moody                                                       | Revolver Golden Gods Awards                                            | Nominacja | [ 16 ] |
| 2014 | Dimebag Darrell Best Guitarist(s) | Zoltan Bathory, Jason Hook                                       | Revolver Golden Gods Awards                                            | Nominacja | [ 16 ] |
| 2014 | Paul Gray Best Bassist            | Chris Kael                                                       | Revolver Golden Gods Awards                                            | Laur      | [ 16 ] |
| 2016 | Nagroda honorowa                  | Five Finger Death Punch                                          | Soldier Appreciation Award (The Association of the United States Army) | Laur      | [ 17 ] |